# أديلهيد فون روتشيلد
أديلهيد فون روتشيلد (أيضًا أديلايد دي روتشيلد ، 19 أغسطس 1853 - 22 يونيو 1935) فاعلة خير فرنسية من أصل ألمانية. هي ابنة عم وزوجة إدموند دي روتشيلد، كانت واحدة من ثلاث بنات أرثوذكسيات صارمات لبارون فرانكفورت فيلهلم كارل فون روتشيلد وصاحبه زوجة البارونة ماتيلد فون روتشيلد. عضوًا في عائلة روتشيلد.

## حياتها الشخصية
ولدت أديلهيد في 19 أغسطس 1853 في فرانكفورت. كانت واحدة من ثلاث بنات فيلهلم كارل فون روتشيلد وماتيلد هانا فون روتشيلد من فرع نابولي لعائلة روتشيلد.
كان أجدادها من الأب كارل ماير فون روتشيلد و أديلهيد (سابقاً هيرتز) فون روتشيلد. أما أجدادها من الأمهات أنسيلم فون روتشيلد وشارلوت ناثان روتشيلد (ابنة ناثان ماير روتشيلد).
في عام 1877 ، تزوجت من ابن عمها البارون  إدموند بنجامين جيمس دي روتشيلد (1845-1934) ، أصغر أبناء جيمس ماير روتشيلد وبيتي فون روتشيلد. معا ، كانوا والدين لثلاثة أطفال
- جيمس أرماند إدموند دي روتشيلد (1878-1957) ، الذي تزوج  دوروثي ماتيلد بينتو (1895-1988)
- موريس إدموند كارل دي روتشيلد (1881–1957) ، الذي تزوج من  نويمي هالفين (1888-1968)
- ميريام كارولين الكسندرين دي روتشيلد.[1]

منذ ثمانينيات القرن التاسع عشر ، انخرطت أديلهيد في حياة زوجها في فلسطين. في عام 1954 ، تم دفن رفاتها جنبًا إلى جنب مع رفات زوجها في رمات هناديف في إسرائيل.